# Cesenatico
Cesenatico és un municipi italià, situat a la regió d'Emília-Romanya i a la província de Forlì-Cesena. L'any 2006 tenia 23.780 habitants.

## Ciutat agermanada
- Schwarzenbek (Alemanya)